# Christoph von Ammon

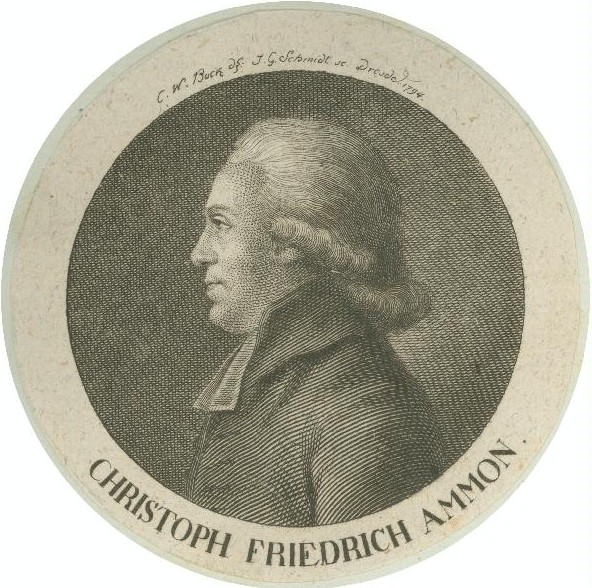
Christoph von Ammon.

Christoph Friedrich von Ammon, född 16 januari 1766 i Bayreuth, död 21 maj 1850 i Dresden, var en tysk protestantisk teolog; far till Friedrich August von Ammon.
Ammon var professor i Erlangen och Göttingen samt överhovpredikant i Dresden. Han intog en förmedlande ställning i förhållande till de rationalistiska och supranaturalistiska riktningarna inom teologin, som på 1800-talet ivrigt bekämpade varandra, och skrev ett flertal dogmatiska arbeten, som hävdade denna förmedlingsteologi. Av hans skrifter märks Die Fortbildung des Christentums zur Weltreligion (1833-35) och Geschichte des Lebens Jesu (1842-47).